# Ölmühle Berschweiler
Koordinaten: 49° 20′ 17″ N, 6° 57′ 24,2″ O

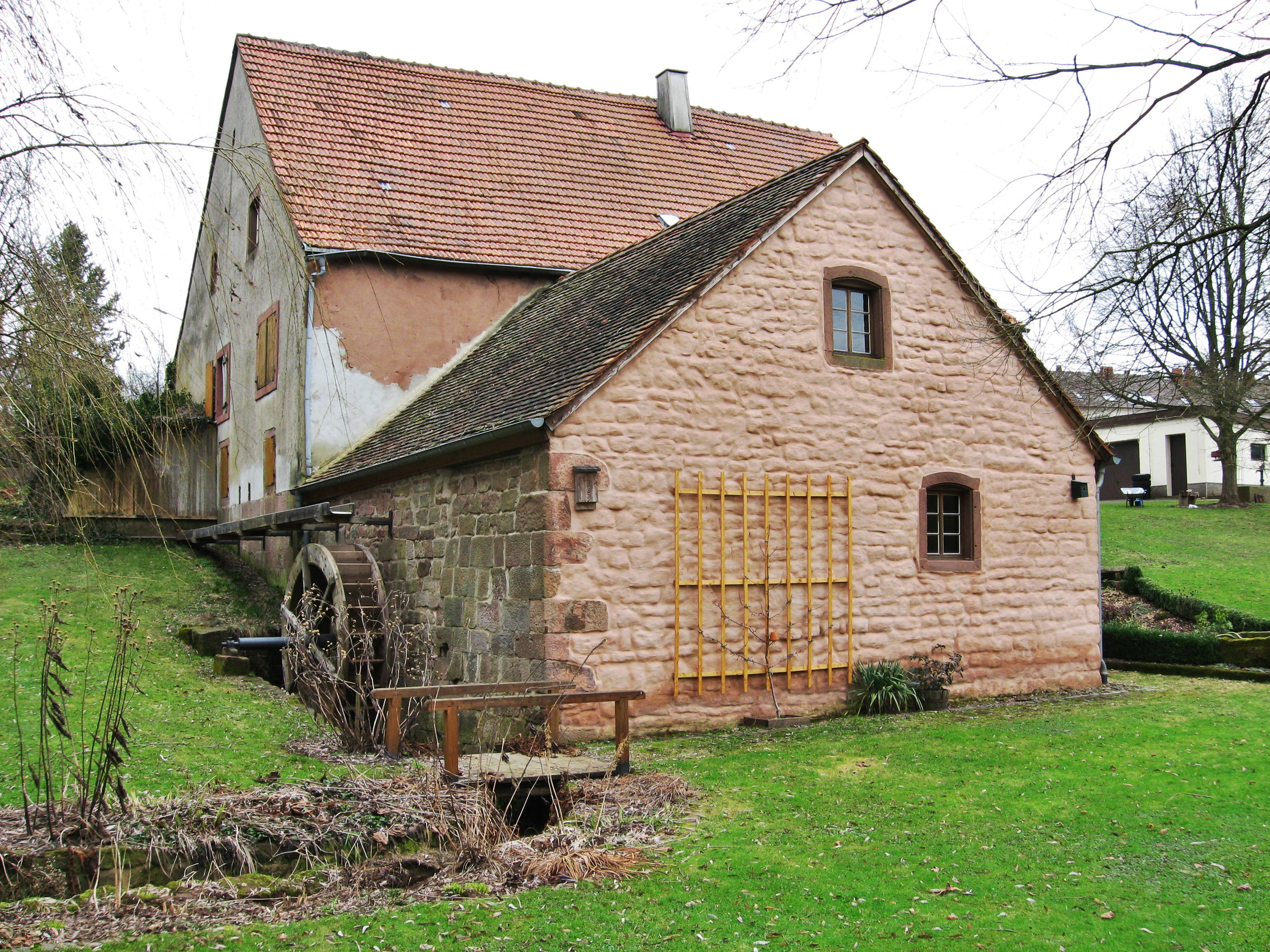
Blick vom Bach

Die Berschweiler Ölmühle im Heusweiler Ortsteil Berschweiler stellt eine Besonderheit der Mühlen im Saarland dar. Sie wurde in den Jahren 1767 bis 1779 erbaut. Bereits im Jahre 1472 ist sie als Lohmühle urkundlich erwähnt worden.
Die Berschweiler Ölmühle wurde vom Wahlschieder Bach durch ein oberschlächtiges Mühlrad angetrieben. Zur Ölgewinnung wurden Raps (300 kg Raps ergaben 150 Liter Öl), Mohn, Nüsse und Bucheckern gepresst.
Nach 1939 kam die Mühle nicht mehr zum Einsatz, obwohl sie noch vollständig funktionsfähig war.
Die weitgehend hölzerne Mühlentechnik der Berschweiler Ölmühle (Kollergang, Presswerk, Wärmeofen und Walzenmühle) ist noch nahezu in ihrem ursprünglichen Zustand erhalten.
Die Ölmühle steht seit 1979 unter Denkmalschutz und zählt heute zu den bedeutendsten Kulturdenkmälern im Regionalverband Saarbrücken.

Virtueller Rundgang
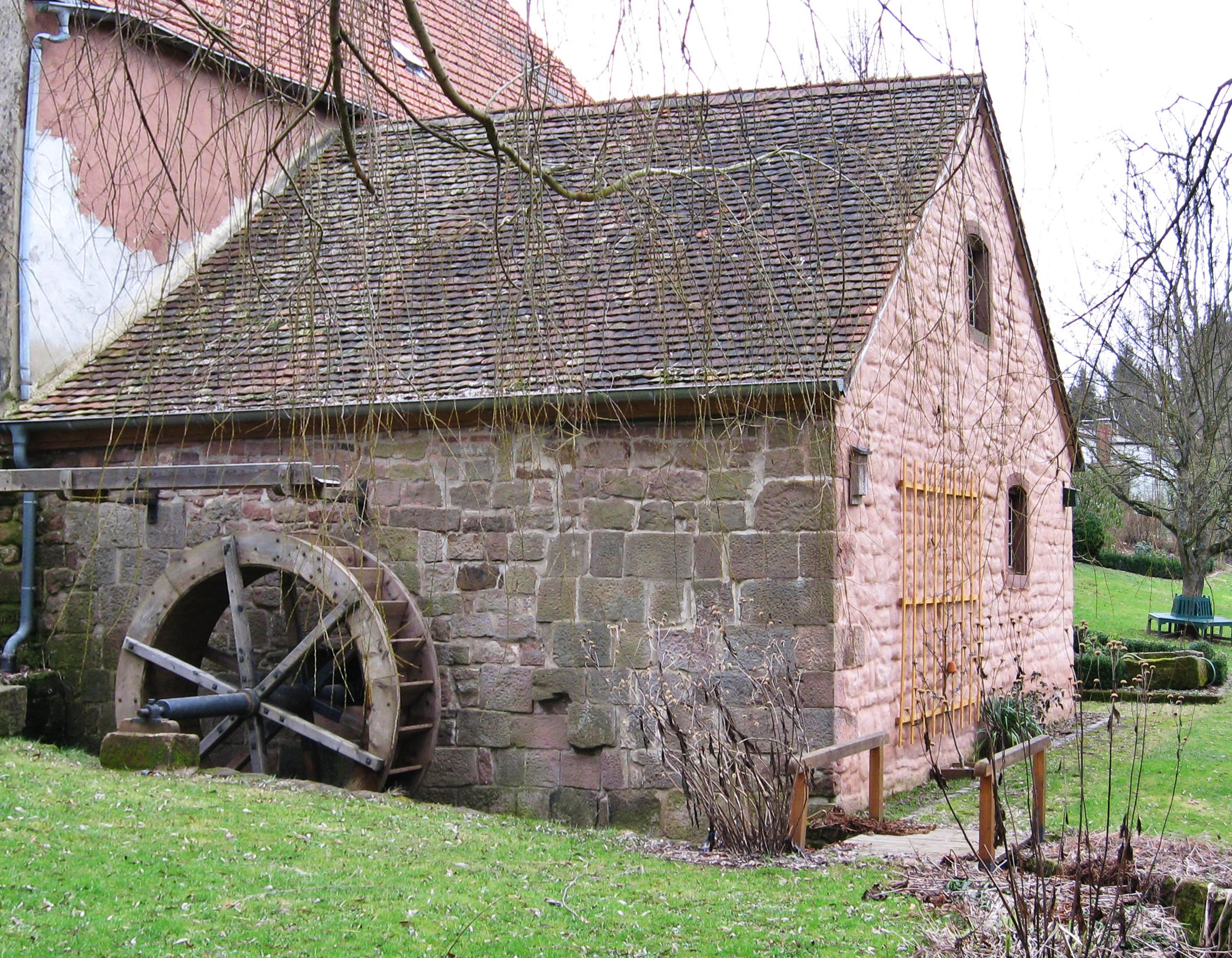
Wasserrad
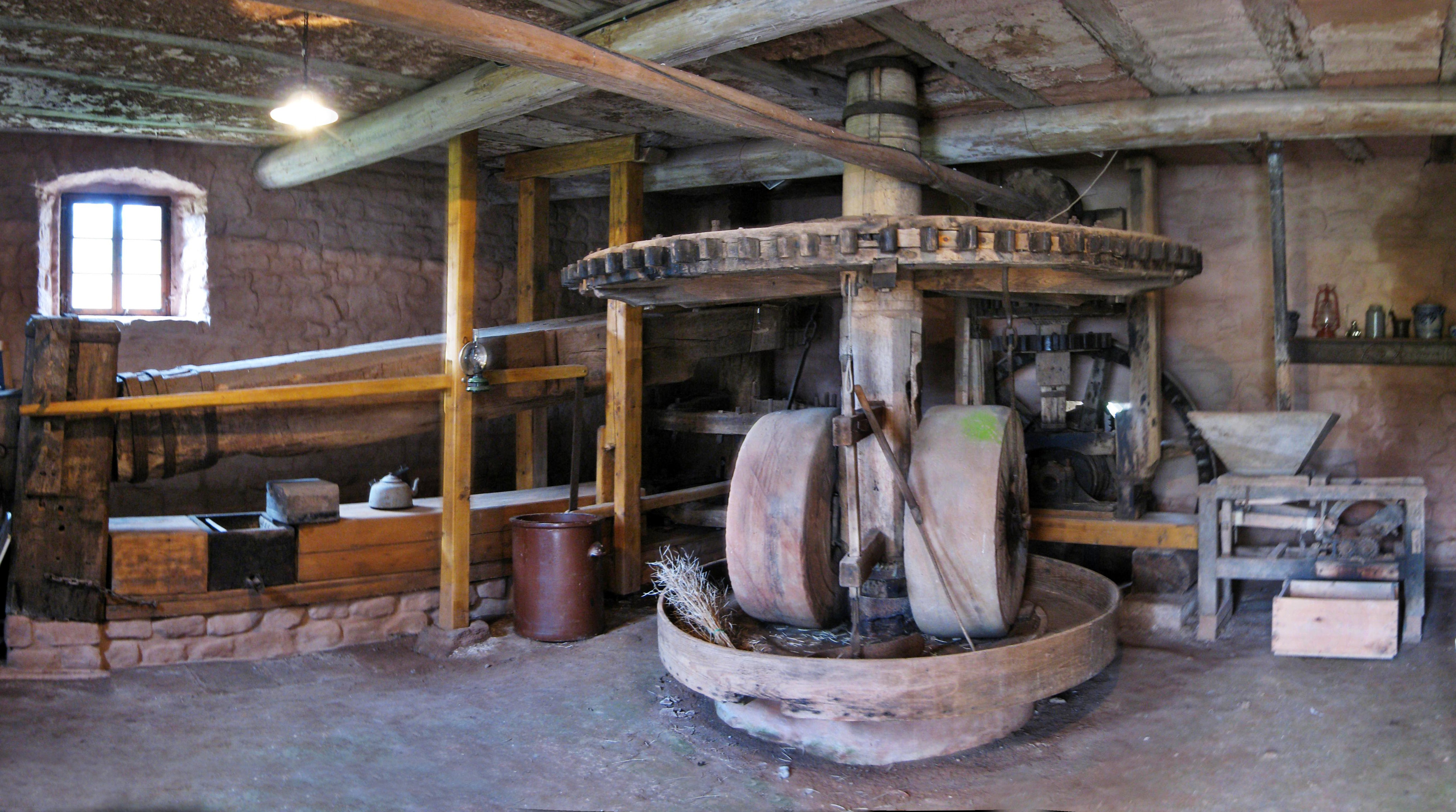
Mahlwerk
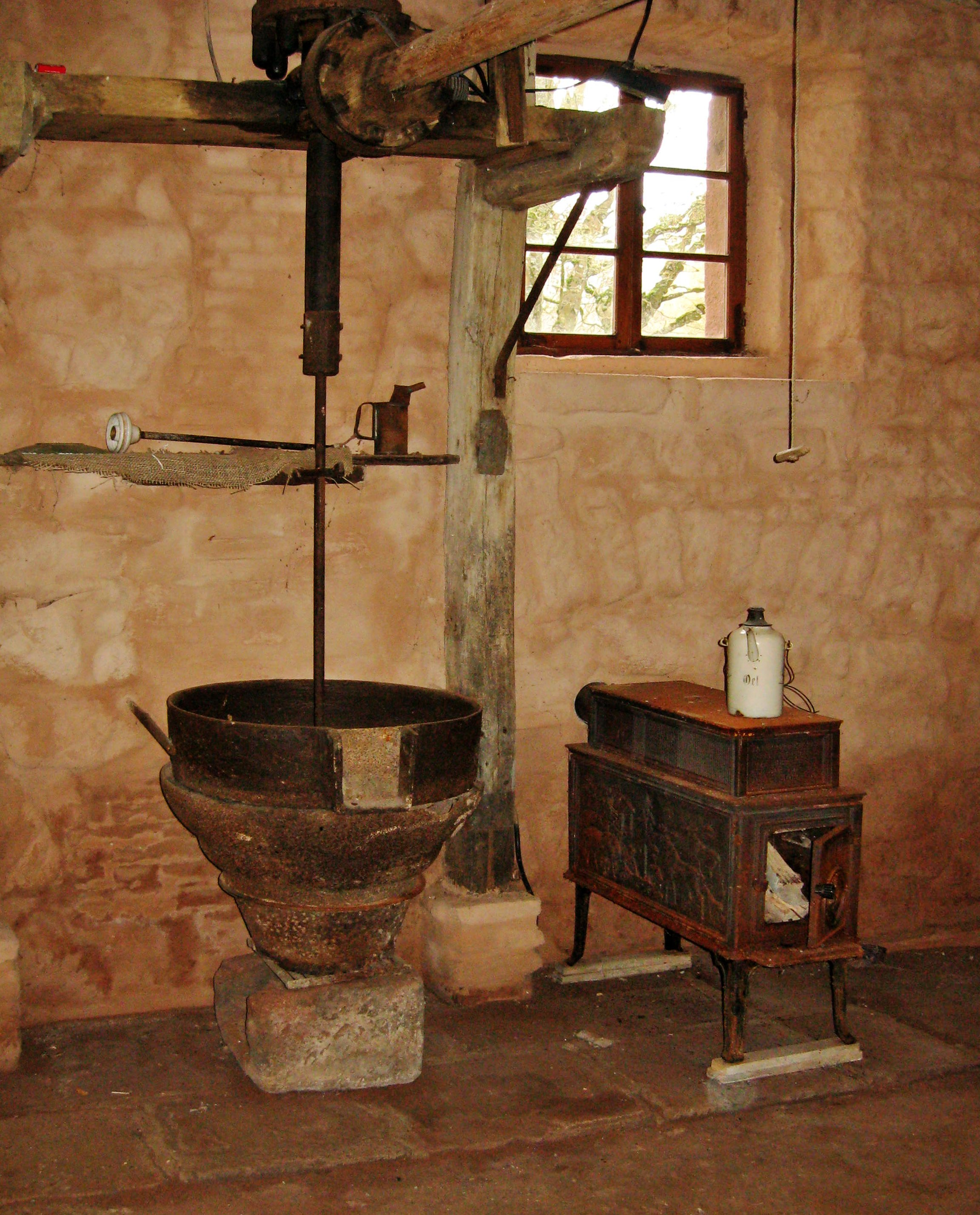
Rührwerk
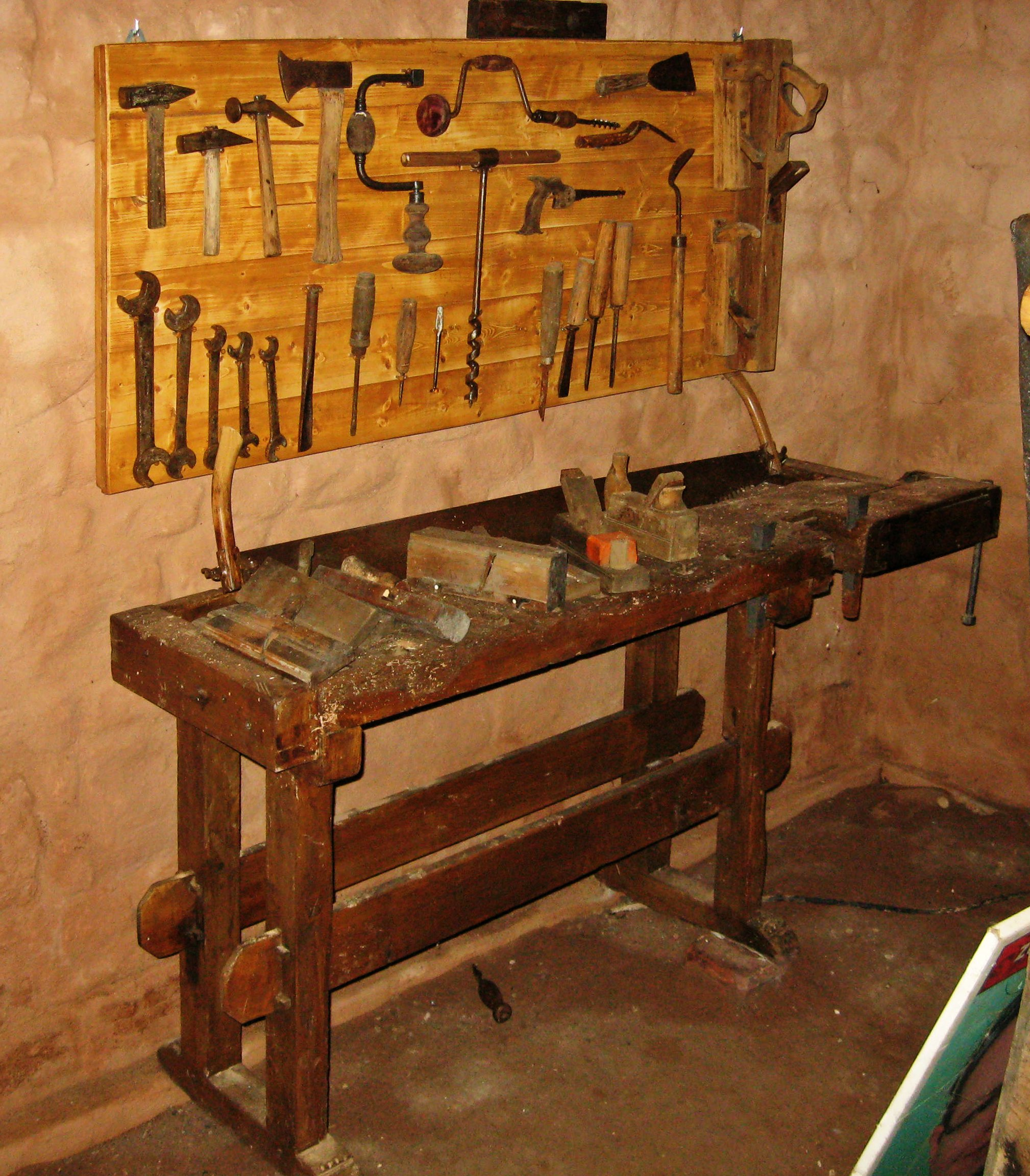
Werkbank